# フォード・マーベリック (アメリカ)
マーベリック（Maverick ）は、1969年4月から1977年にかけてアメリカ、カナダ、メキシコで、1973年から1979年にかけてブラジルで製造されていたフォード社のコンパクトカーである。
マーベリックは、元々は60年式ファルコン用に用意されたFR プラットフォームを採用し、2ドアセダンのベース価格が1,995 US$という、製造原価が低く維持費が安価な乗用車として設計された。
「マーベリック」という名称は、焼印の押されていない群れから離れた家畜から由来するもので、車のネームプレートはテキサスロングホーンの頭蓋骨をデザインしたものであった。

## 歴史
マーベリックのスタイリングは、長いボンネット、ファストバック形状の屋根、2,616 mm（2ドア）のホイールベース上の短い車室といった特徴に加え、昇降式の代わりに安価に製造できる跳ね上げ式の後部側面窓を備えていた。
「マスタングの後継車」という評価に抗する内装と外装での自己主張は、マーベリックが実際はファルコンの後継車であることを意味していた。ファルコンの販売は1964年にマスタングが市場に導入されたことにより既に下降し続けており、1966年のスタイリングの変更にもかかわらずフォード車の販売車種の中で居場所を失っていた。加えて同年1月1日に発効する予定の米国運輸省道路交通安全局の自動車基準を満たすことができなかった。その結果、ファルコンは基本的に1969年モデルの焼き直しである1970年モデルを数千台販売したところでモデルイヤーの初めに廃止とされたが、ファルコンという車名は1970年モデルの第二四半期半ばまで中型のフォード・フェアレーンの最廉価モデルに使用された。
またこの時期には北米市場における、ダットサン・610やトヨタ・マークIIといった新しい日本のライバルが現れたことにより、これに対抗するべくサブコンパクトの「輸入戦闘機」として登場した。
初年度で約57万9,000台のマーベリックが生産されたが、これはマスタングの初年度販売数（約61万9,000台)）に匹敵する記録であり、1970年には20万台以下となっていたマスタングの販売数を易々と追い抜いていた。
さらに1973年の石油危機によるガソリン価格の高騰と小型車の需要の増加により、マーベリックの人気は高まった。マーベリックの生産は1975年も続けられ、グラナダはよりヨーロピアンスタイルのラグジュアリーコンパクトとして発売された。なお、グラナダとマーベリックは同じつくりの基本的なシャーシを共有していた。

### トリム・パッケージと派生型
当初は2ドアのみの設定で、初期のモデルにはグローブボックスが無く、これは1973年モデルに追加された。より大きな後席居住空間と巻き上げ式の後部ドア窓を持つホイールベースが109 inの4ドア・セダンは、1971年に導入された。マーベリックのステーションワゴン版は、1978年にブラジルで現地ディーラーが注文生産車種として4ドア・セダンを改造して販売した。
導入当初の外装の塗色には、アンチ＝エスタブリッシュ・ミント（Anti-Establish Mint）、フラ・ブルー（Hulla Blue）、オリジナル・シナモン（Original Cinnamon）、フローディアン・ギルト（Freudian Gilt）、サンクス・ヴァーミリオン（Thanks Vermillion）といった特徴のある名称の色が、ブラック・ジェード（Black Jade）、シャンパン・ゴールド（Champagne Gold）、ガルフストリーム・アクア（Gulfstream Aqua）、メドウラーク・イエロー（Meadowlark Yellow）、ブリタニー・ブルー（Brittany Blue）、ライム・ゴールド（Lime Gold）、ドレスデン・ブルー（Dresden Blue）、レイヴン・ブラック（Raven Black）、ウィンブルドン・ホワイト（Wimbledon White）、キャンディアップル・レッド（Candyapple Red）といったより典型的な名称の色と共に用意されていた。フォードのリー・アイアコッカは、ダジャレの名前は友人から送られてきたもので、その友人はアイアコッカが選ばなかった他のもの、つまりグッドクリーン・フォーン（Goodclean Fawn）、ダウン・アンバー（Down Umber）、ミッキー・モス（Mickey Moss）も提供したと述べた。
1970年モデル前半の車では170 CIDの直列6気筒（L6）エンジンと200 CIDのL6の2種類のエンジンが選択でき、250 CIDのL6は年の半ばに追加された。
導入された1969年の4月から1969年モデルイヤー終了の8月までに生産された「1970年」モデルの初期型は、1969年9月以降の「本来の」1970年モデルには無い内装の特徴を有していた。この初期型のマーベリックは、その他の1969年モデルイヤーの他のフォード車にも見られるホーンリング付2本スポークのハンドルを備えていたが、1970年モデルイヤーの生産車はハンドルが一新されてホーンリングがなくなっていた。また、初期型の車ではエンジン始動用の鍵の挿入口が計器盤上にあったが、1969年9月1日以降の生産車では1970年モデルイヤー以降に必須となった新しい連邦安全基準に適合するようにその他の全フォード車と同様にロック機構付ステアリング・コラムに移された。
4ドア・セダンは1971年に導入され、ビニールルーフ（vinyl roof）も選択できた。マーキュリーもマーベリックの兄弟車としてマーキュリー・コメット（Mercury Comet）を復活させ、コメットとマーベリックの両車に210 hp (160 kW) の302V8が導入された。コメットはマーキュリー・モンテゴ（Mercury Montego）から流用した新しいグリルとテールライト、ボディ加飾とボンネットを備えていた。
マッスルカーを模したグラバー・トリムパッケージ（Grabber trim package）が1970年半ばに導入された。このパッケージにはスポイラー、特製塗装、内装が含まれており、1970 - 1975年に設定された。1971年と1972年のグラバーには特別な「双こぶ」ボンネットが装着されていた。マーキュリー・コメット用の類似のパッケージであるコメット GTも1970 - 1975年に設定され、マーベリック グラバーと同種の「"マッスルカー"」トリムに独自の特徴的なフードスクープ（hood scoop）を備えていた。
1972年には特別塗色の赤、白、青に揃いの内装を備えたスプリント・パッケージが設定された。ピントとマスタングでも同種のパッケージが設定されたが、このトリム・パッケージは1972年のオリンピックに協賛したもので1年間だけの限定であった。米国版ではリアクォータパネルに星条旗をデザインしたデカールが貼られていた。バッジは五輪のシンボルによく似ていたが、商標の侵害にならない程度に異なっていた。
柔軟なビニール素材表皮の可倒式バケットシート、ベルベット製フロアカーペット、木目調飾り付き計器パネル、ボディ共色のデラックス・ホイールカバーとビニールルーフを備えた「ラグジュリー・デコール・オプション」（"Luxury Decor Option"：LDO）トリムが1972年モデルイヤーの終盤に追加された。マーベリック LDOオプション（マーキュリー・コメットにも設定された）は、メルセデス・ベンツ、BMW、アウディやその他ブランド製のより高価なヨーロッパから輸入される高級/ツーリング・セダンとの間で廉価な（且つ国産の）比較検討の対象車として考えられる初の米国産コンパクトカーであった。
1973-1975年にマイナーチェンジが実施された。1973年には170 CIDエンジンが廃止になったことを受けて200 CIDのL6エンジンが標準となった。加えてブレーキの改良、以前はオプションであったクローム製グリルが標準となり、AM/FM ステレオ、アルミニウム製ホイールと新しい前部バンパーが追加された（後者は新しい連邦規制に対応して）。1974年は連邦規制に対応した後部バンパーと後部デッキの高さが増して容量が拡大されたトランク以外に変更は無かった。オイルショックによるガソリン価格の高騰と小型車の需要の高まりによりマーベリックの人気は上昇し、販売数は前年よりも1万台以上も上回った。1975年に真のヨーロッパ調スタイルの豪華な小型車としてフォード・グラナダ（Ford Granada）とマーキュリー・モナーク（Mercury Monarch）が登場するとマーベリックとコメットの生産数は下降した。マーベリックは1975年に新しいグリル、ボンネットとトランク上の「Maverick」のネームプレートが黒文字の「FORD」に変更されるといった小規模な加飾類の変更が行われた。
1976年にグラバーが廃止され、スタリオン・パッケージ（Stallion package）が導入された。スタリオン・オプションは特別色と加飾類で構成され、4年前のスプリント・オプションと同様にフォード社はその他の車種、今回はピントと新型のマスタング IIにスタリオン・オプションを設定した。コメット GTは廃止された。ベースモデルのマーベリックにはもう一つ別のグリルが与えられ、古風なダッシュボード下から生えるステッキ型に替わる足踏み式パーキングブレーキと共に前輪のディスクブレーキが標準となった。
1977年はマーベリックとコメットにとり最後の年となった。警察業務用に十分な改造が施されず400台以下しか販売されなかったマーベリックのポリス・パッケージ以外は両車共に変更箇所は無かった。マーベリックは1979年までブラジルで生産が続けられた。北米でのフォード車の販売車種におけるマーベリックの位置付けは実質的には1978年型フェアモントが引き継いだ。
元々1975年にグラナダとモナークにより代替されることになっていたためマーベリックとコメットは生産終了に向けて大規模な変更は受けなかったが、フォード社は1978年モデルイヤーでフォード・フェアモント（Ford Fairmont）とマーキュリー・ゼファー（Mercury Zephyr）を導入するまでマーベリックとコメットの販売を維持することを決めた。フェアモントとゼファーは全く新規の「フォックス」・プラットフォームを使用しており、このプラットフォームは1980年代半ばまで多くのフォード/マーキュリー/リンカーン車の基本プラットフォームとして採用された。

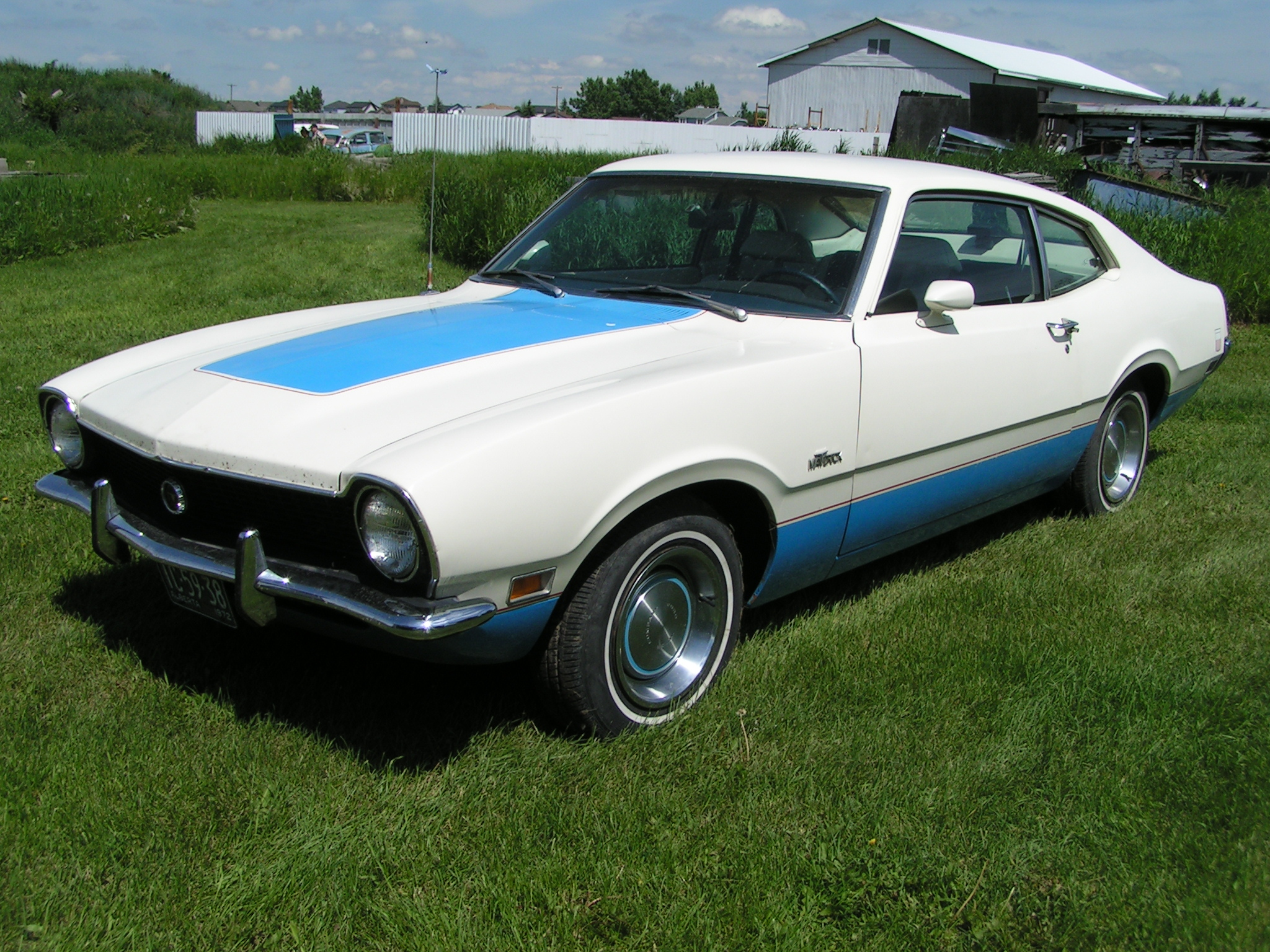
マーベリック スプリント
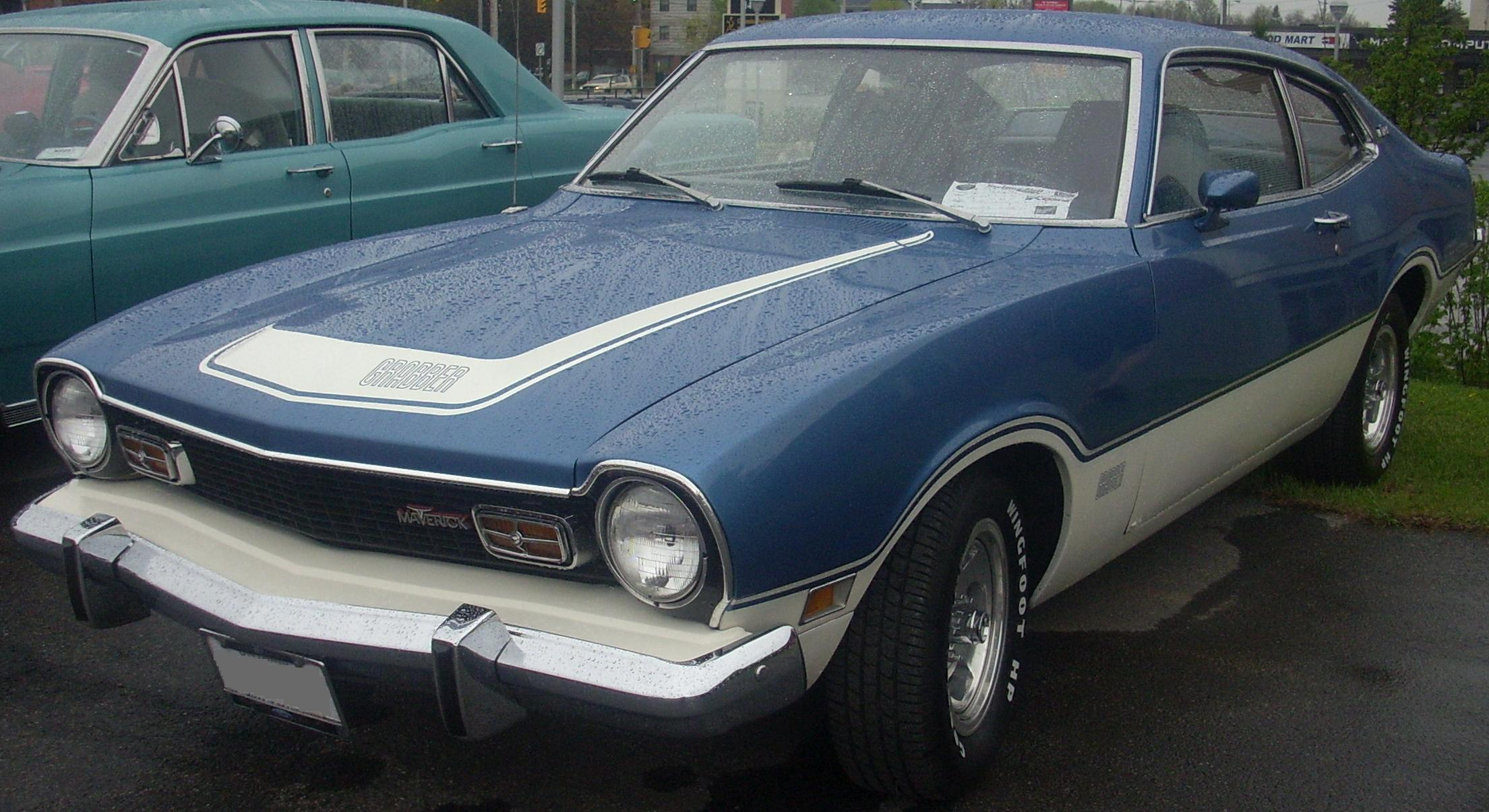
マーベリック グラバー
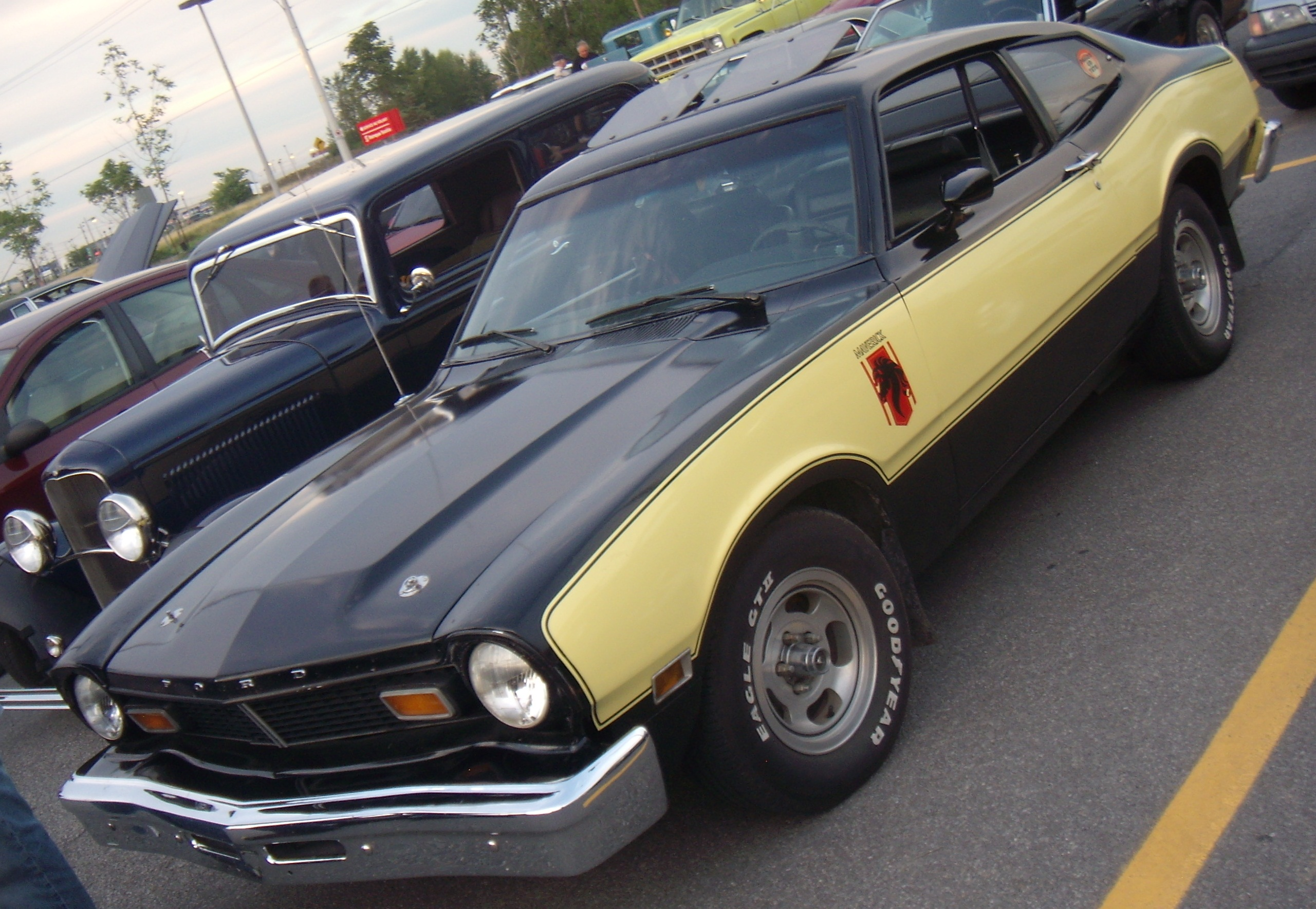
マーベリック スタリオン
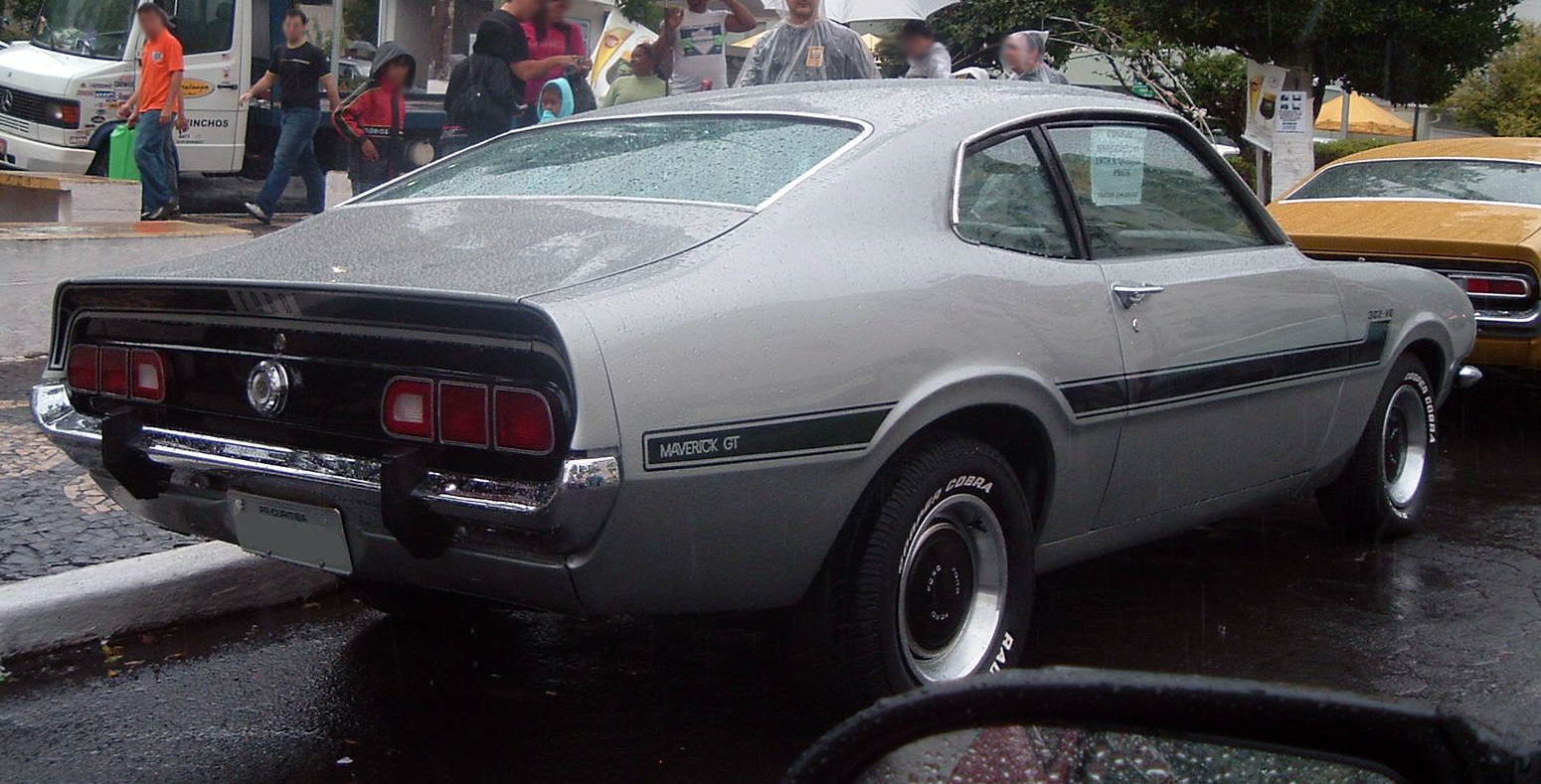
ブラジル製 マーベリック GT

### その他
オーストラリアではファルコンの販売が継続されることになっており、現在では唯一の幾分小型の全く独自の車へと発展している。報道ではこの車がフルサイズのクラウンビクトリアの代替車種の原型になる可能性があると言及されている。米国ではトーラスがフェアモント以降の中型車となったが、現在では「フルサイズ」としての看板を掲げている。小型化（downsized）が進んだコンパクトカーの市場はエスコートを基にしたテンポ（Ford Tempo）が埋めた。マーベリックの車名は、ヨーロッパでは北米版SUVのエスケープの現地名称として再使用される一方、オーストラリアでは1980年代/1990年代にフォードに供給されていた四輪駆動車の日産・パトロールのOEM車にこの車名が使用された。この車は短ホイールベースの2ドアと長ホイールベースの4ドア、3.0 Lのガソリンエンジンとトルク豊かな4.2 Lのディーゼルエンジンが用意されていた。
玩具としてマーベリックはホットウィールの「マイティ・マーベリック」（"Mighty Maverick"）やミニリンディ・モデル（Mini Lindy）として商品化されている。全般的にマーベリックの模型や玩具は非常に数が少なく、ほとんど無いといってもよいが、2006年にウォルマートがマーベリック（MotorMax社製1/24スケール）を含むフォードの小型車の新しいミニカー・シリーズを発売した。ジョーハン社（Jo-Han）は、フォード車ディーラー向けに人気の1970-1972年モデルの販売促進用プラモデルを生産、その後はドラッグ仕様に改造されて発売された他、メキシコ・レベルより1/32の接着剤不要の簡易キットが販売されていた。2018年、ブラジルのサンパウロ市にあるRogérioFerraresiは、マーベリックのペダルカーを製造した。 マーベリックをベースにしたこの種のおもちゃが製造されたのは、これが初めてのことだった。